# سونيا مالافيسي
سونيا مالافيسي (من مواليد 31 أكتوبر 1994) لاعبة قفز بالزانة إيطالية.

## روابط خارجية
- سونيا مالافيسي على موقع الاتحاد الدولي لألعاب القوى (الإنجليزية)
- سونيا مالافيسي على موقع الاتحاد الإيطالي لألعاب القوى (الإيطالية)
- سونيا مالافيسي على موقع الدوري الماسي (الإنجليزية)
- سونيا مالافيسي على موقع اللجنة الأولمبية الدولية (الإنجليزية)
- سونيا مالافيسي على موقع أوليمبيديا (الإنجليزية)
- سونيا مالافيسي على موقع اللجنة الأولمبية الإيطالية (الإيطالية)
- (بالإيطالية) Sonia Malavisi's official site نسخة محفوظة 22 ديسمبر 2015 على موقع واي باك مشين.
- نبذة عن سونيا مالافيسي  على موقع الاتحاد الدولي لألعاب القوى
- Athlete profile at اتحاد ألعاب القوى الإيطالي  [لغات أخرى]‏ web site